# Blatné Revištia
Blatné Revištia (hongrois : Sárosrőcse) est un village de Slovaquie situé dans la région de Košice. Sa population est d'environ 220 personnes et son maire actuel est Gabriel Seman.

## Histoire
La première mention écrite du village remonte à l'an 1244.

## Démographie

### Évolution de la population
| Année:               | 1994. | 2004.   | 2014.   | 2024.   |
| -------------------- | ----- | ------- | ------- | ------- |
| Nombre de personnes: | 224   | 216     | 218     | 221     |
| Différence:          |       | -3,57 % | +0,92 % | +1,37 % |

| Année:               | 2023. | 2024. |
| -------------------- | ----- | ----- |
| Nombre de personnes: | 221   | 221   |
| Différence:          |       | +0 %  |

## Géographie
Blatné Revištia se situe à 109 mètres d'altitude et fait 5,15 kilomètres carrés.

## Politique
| Nom           | Parti politique | Date de l'élection | Fin du mandat |
| ------------- | --------------- | ------------------ | ------------- |
| Gabriel Seman | SF              | 02.12.2006         | Déc. 2010     |